# Bahnea
Bahnea (in ungherese Szászbonyha fino al 1898 poi Bonyha, in tedesco Bachnen) è un comune della Romania di 3831 abitanti, ubicato nel distretto di Mureș, nella regione storica della Transilvania. 
Il comune è formato dall'unione di 7 villaggi: Bahnea, Bernadea, Cund, Daia, Gogan, Idiciu, Lepindea.